# 灌木

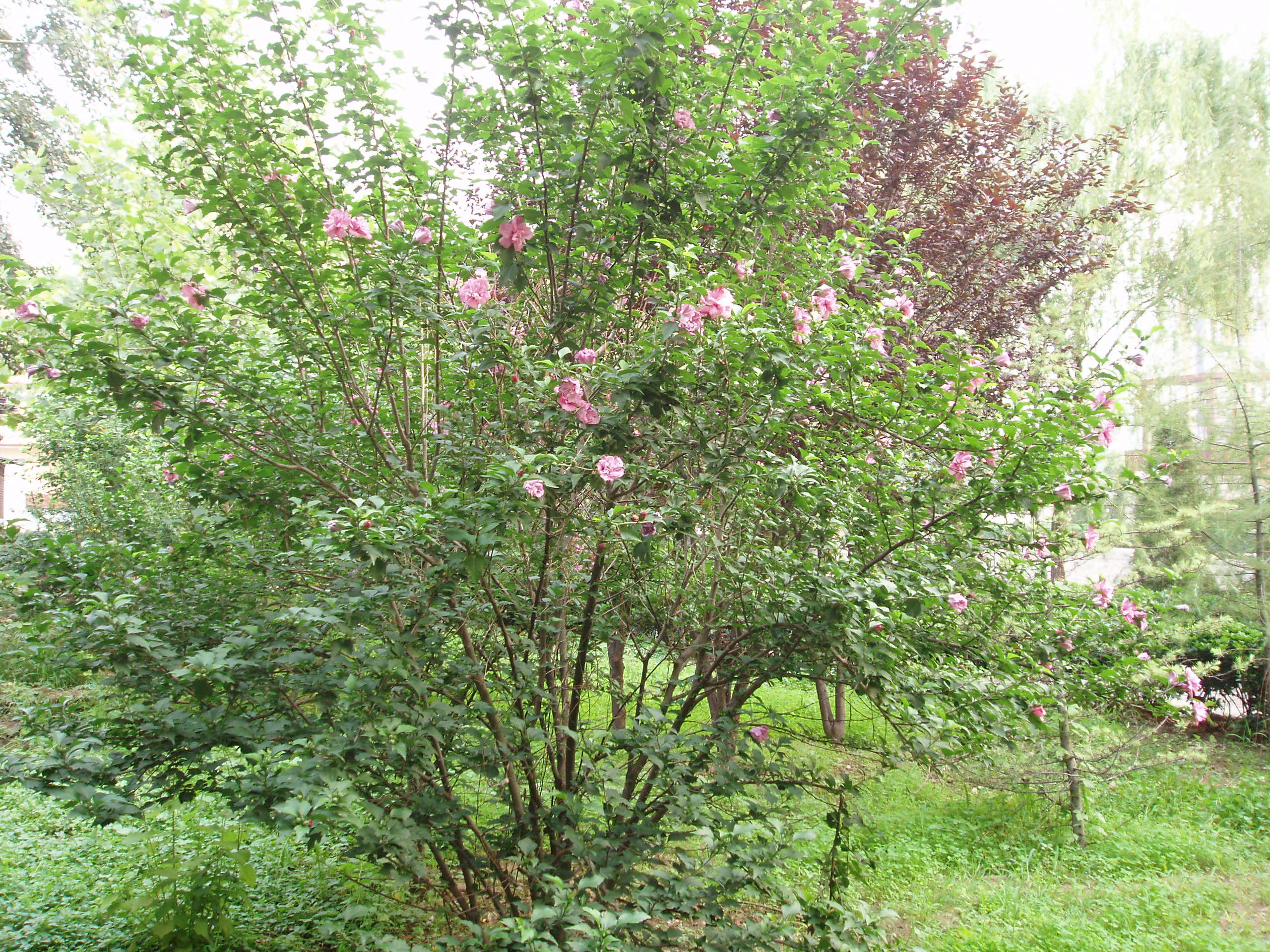
木槿

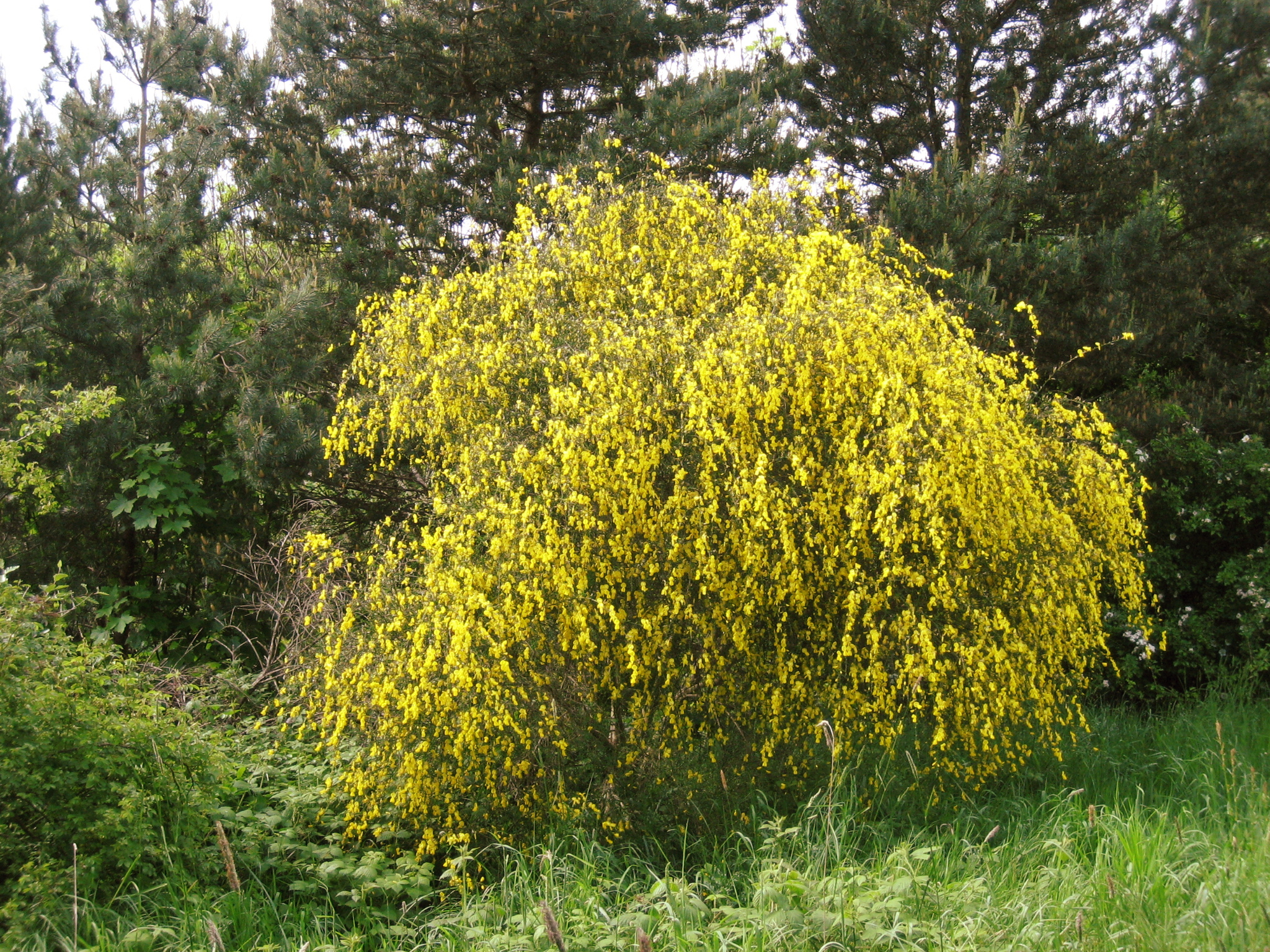
金雀花灌木

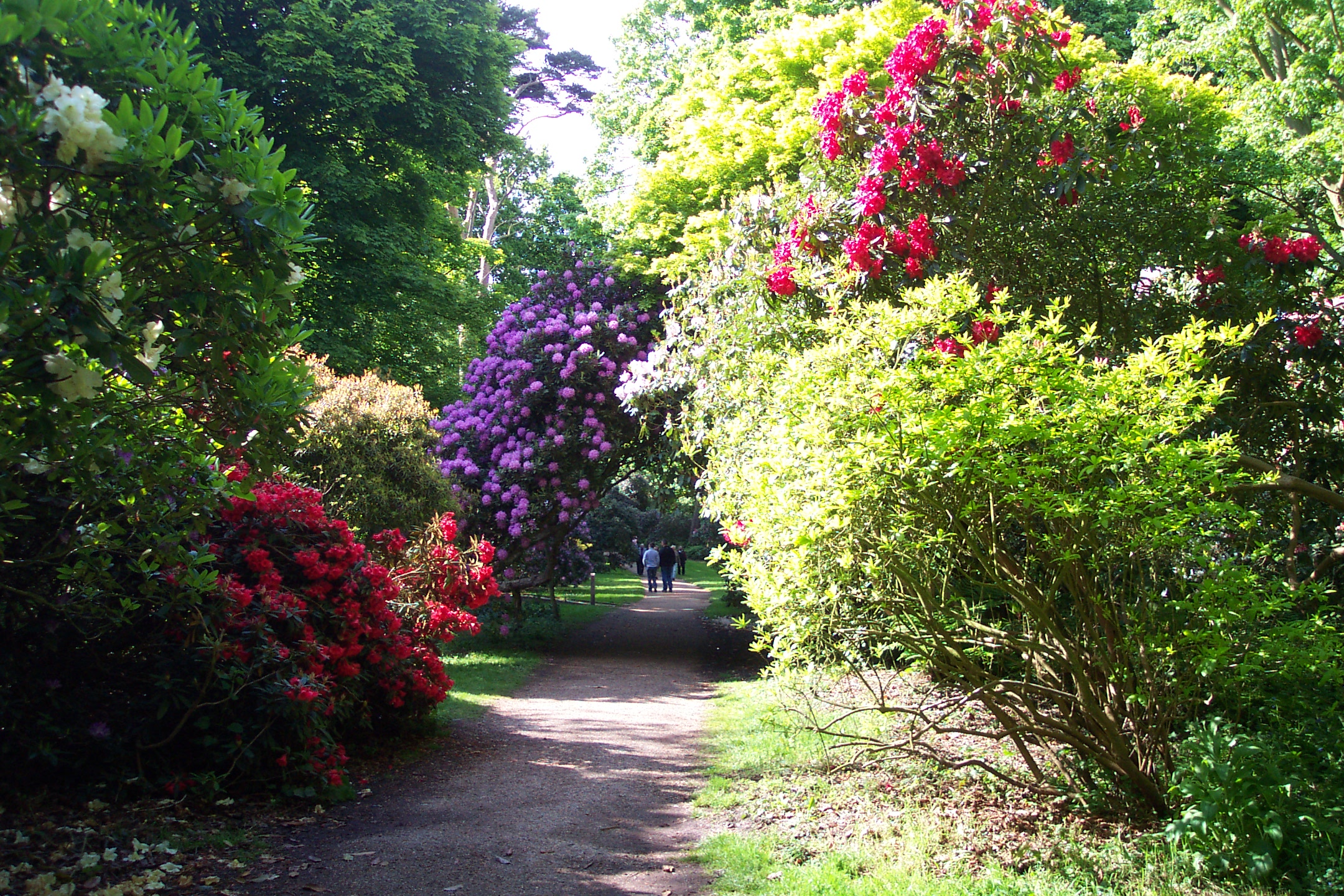
位於英國北諾福克區謝林漢姆公園的杜鵑花灌木。

灌木（英語：shrub），是沒有單一明顯主幹，低矮的木本植物，從近地面的地方就開始叢生出斜向橫生的枝幹，而具有小幹叢立且樹冠不定的型態，植株一般比較矮小，不會超過6米；灌木都是多年生，且一般為闊葉植物，少數灌木是針葉植物（如：刺柏）。此名称不是一分類群，而是植物生長習性的描述，如同喬木、藤木，是形態學用語。
半灌木（half-shrub）又稱亞灌木，是指外形似灌木，但僅枝幹下部與地下部有木質而為多年生，大部分地上部則為草質而一年生；冬季時地上部死亡或枯萎，但地下部仍存活，第二年繼續萌生新枝；例如一些菊科蒿屬植物。

## 生物特性
有的耐陰灌木可以生長在喬木下面，有的地區由於各種氣候條件影響（如多風、乾旱等），灌木是地面植被的主體，形成灌木林。沿海的紅樹林也是一種灌木林。
許多種灌木由於小巧，多作為園藝植物栽培，用於裝點園林。

## 形态特点
灌木的高度在 3-6米以下，枝干系统不具明显直立的主干（如有主干也很短），并在出土后即行分枝，或丛生地上。但某些種類的植物，根據其生長條件，可能生長為灌木或喬木。
按其形態可作以下劃分：
- 地面枝条有的直立（直立灌木），
- 有的拱垂（垂枝灌木），
- 有的蔓生地面（蔓生灌木），
- 有的攀援他木（攀援灌木），
- 有的在地面以下或近根茎处分枝丛生（丛生灌木）。

若灌木的茎上部为草质而基部为木质，且地面枝条冬季常枯死翌春重新萌发，称为“半灌木”或“亚灌木”，例如熏衣草、百里香和蔓越莓。此外，一般称株高超过 2米的灌木为大灌木，例如海桐；高度不超过 2米的为小灌木，例如桃金娘。
在公園或花園裡，當有一相當面積的植被都種有灌木，就可以叫作灌木林或灌木叢（shrubbery）。配合適當的修剪，可能使某些物種或品種的灌木的葉子長得更濃密，或令更多帶葉的小枝長出。